# Mr. Inquisitive (film, 1907)
Mr. Inquisitive je americký němý film z roku 1907. Režisérem je Gilbert M. Anderson (1880–1971). Film měl premiéru 24. srpna 1907.

## Děj
Pan Zvědavý (Mr. Inquisitive) dostane ve hlavě nápad, že prozkoumá vše, co se mu dostane pod oči.

## Obsazení
| Ben Turpin | pan Zvědavý |